# جيمس آر. هاو
جيمس آر. هاو (بالإنجليزية: James R. Howe)‏ هو سياسي أمريكي، ولد في 27 يناير 1839 بنيويورك في الولايات المتحدة، وتوفي في 21 سبتمبر 1914 بنورث سالم في الولايات المتحدة. حزبياً، نشط في الحزب الجمهوري. انتخب عضو مجلس النواب الأمريكي.